# دون كلاري
دون كلاري (بالإنجليزية: Don Clary)‏ هو منافس ألعاب قوى أمريكي، ولد في 29 يوليو 1957 في أنكوريج في الولايات المتحدة.

## وصلات خارجية
- دون كلاري على موقع الاتحاد الدولي لألعاب القوى (الإنجليزية)
- دون كلاري على موقع أوليمبيديا (الإنجليزية)
- دون كلاري على موقع قاعة ألاسكا للمشاهير الرياضية (الإنجليزية)